# 표면밝기
은하, 성단, 성운과 같은 거대한 천체의 전반적인 밝기는 천체의 총 등급(total magnitude, Intergrated magnitude), 총 실시등급(Intergrated visual magnitude)에 의해 측정될 수 있다. 이것과 연관된 개념이 거대한 천체의 규격화된 크기(standard-size) 당 밝기로 명시 되는 표면밝기(Surface brightness)이다.

## 일반적인 설명
총 등급은 성운, 성단, 은하 등과 같은 거대한 천체의 밝기의 단위로써, 천체가 차지하는 면적에 따른 광도의 합산으로 얻을 수 있다. 다른 방법으로, 다른 크기의 직경을 가진 틈이나 다른 조리개 값을 통해 광도계를 사용할 수 있다. 배경 조명은 총 밝기를 얻기 위한 측정으로부터 뺀다. 결과 측정된 등급 값은 동일한 양의 에너지를 방출하고 있는 점상 광원과 같다.
천체의 겉보기 등급은 일반적으로 천체가 방출하는 빛의 총량으로써 주어진다. 예를 들어 겉보기등급이 12.5등급인 은하가 있다고 가정하면, 그것은 우리가 12.5등급의 별을 볼 때 눈에 들어오는 빛의 양과 은하에서 방출되어 우리 눈에 들어오는 빛의 총량이 동일한 것을 의미한다. 그러나, 별은 너무 작기 때문에 많은 관측에서 실질적으로 점광원으로 보이는 동안(가장 큰 황새치자리 R의 시직경은 0.057 ± 0.005"이다.), 은하는 거대해서 시직경이 초나 분 단위까지 이를 수 있다. 그로 인해서, 은하는 배경조명인 대기광에 대해 별보다 힘들게 보일 것이다. 따라서 천체의 표면밝기를 견적하는 것은 천체가 얼마나 쉽게 관찰할 수 있는지의 정보로써 제공된다.

## 표면밝기의 계산
표면밝기는 플럭스 밀도처럼 면적당 밝기라고 할 수 있다. 그러나 이는 겉보기 밝기이므로 보통 단위는 제곱초당 등급(m/arcsec2)으로써 계산된다. 표면밝기는 등급을 간단하게 면적으로 나누어서 계산될 수 없다. 대신, 로그를 사용하여 광원의 등급을 m, 면적을 A, 표면밝기를 S라고 하면 다음과 같이 주어질 수 있다.
{\displaystyle S=m+2.5\cdot \log _{10}A.}
표면밝기는 광도거리(Luminosity distance, 겉보기등급과 절대등급에 의해 결정되는 거리)와 일정하다. 가까운 천체들의 광도 거리는 천체의 물리학적 거리와 동일하다. 가까운 천체가 방출하는 빛의 양과, 복사 플럭스는 물체와 거리의 제곱에 따라 감소하지만 물리학적 면적과 일치하는 입체각(예를 들면 arcsec2)은 결과적으로 표면밝기와 동일한 방식으로 증가한다.

## 물리학적 단위와의 관계
등급 단위의 표면밝기와 물리학적 단위의 표면밝기는 광도 단위를 태양광도(태양의 실제밝기=1), 거리 단위를 파섹(3.26 광년)으로 설정하면 다음과 같이 주어진다.
{\displaystyle S(mag/arcsec^{2})=M_{\odot }+21.572-2.5\log _{10}S(L_{\odot }/pc^{2}),}
Msol과 Lsol은 태양의 절대등급과 각각의 스펙트럼(Color-band)으로 결정되는 태양의 광도다.

## 같이 보기
- 낮은 표면밝기 은하
- 표면밝기 요동